# Mundochthonius pacificus
Mundochthonius pacificus är en spindeldjursart som först beskrevs av Banks 1893.  Mundochthonius pacificus ingår i släktet Mundochthonius och familjen käkklokrypare. Inga underarter finns listade i Catalogue of Life.